# Campeonato da NACAC de Corta-Mato de 2007
O Campeonato da NACAC de Corta-Mato de 2007 foi a 3ª edição da competição organizada pela NACAC no dia 3 de março de 2007. Teve como sede a cidade de Clermont, na Flórida, Estados Unidos, sendo disputadas 4 categorias entre sênior e júnior. Contou com a presença de 124 atletas de 16 nacionalidades, com destaque para o Canadá com 9 medalhas no total, sendo 5 de ouro. 

## Medalhistas
Esses foram os resultados do campeonato. 
| Evento                         | Ouro                           | Ouro     | Prata                              | Prata    | Bronze                           | Bronze   |
| ------------------------------ | ------------------------------ | -------- | ---------------------------------- | -------- | -------------------------------- | -------- |
| Sênior masculino 8 km          | Fasil Bizuneh · Estados Unidos | 24:46.00 | Celedon Rodriguez · Estados Unidos | 24:51.00 | Michael Spence · Estados Unidos  | 24:59.00 |
| Sênior feminino 6 km           | Malindi Elmore · Canadá        | 20:41.00 | Korene Hinds · Jamaica             | 20:59.00 | Desiraye Osburn · Estados Unidos | 21:06.00 |
| Júnior masculino (Sub-20) 6 km | Diego Borrego · México         | 18:50.00 | Matthew Leeder · Canadá            | 18:56.00 | Matthew Hughes · Canadá          | 19:28.00 |
| Júnior feminino (Sub-20) 4 km  | Lindsay Carson · Canadá        | 13:59.00 | Marie-Louise Asselim · Canadá      | 14:08.00 | Aurora Scott · Estados Unidos    | 14:20.00 |
| Equipe                         |                                |          |                                    |          |                                  |          |
| Sênior masculino               | Estados Unidos                 | 10 pts   | Guatemala                          | 58 pts   | Canadá                           | 59 pts   |
| Sênior feminino                | Canadá                         | 21 pts   | Estados Unidos                     | 41 pts   | Jamaica                          | 44 pts   |
| Júnior masculino (Sub-20)      | Canadá                         | 22 pts   | Estados Unidos                     | 27 pts   | Porto Rico                       | 62 pts   |
| Júnior feminino (Sub-20)       | Canadá                         | 18 pts   | Estados Unidos                     | 26 pts   | Jamaica                          | 45 pts   |

## Quadro de medalhas
| Ordem | País           | Medalha de ouro | Medalha de prata | Medalha de bronze | Total |
| ----- | -------------- | --------------- | ---------------- | ----------------- | ----- |
| 1     | Canadá         | 5               | 2                | 2                 | 9     |
| 2     | Estados Unidos | 2               | 4                | 3                 | 9     |
| 3     | México         | 1               | 0                | 0                 | 1     |
| 4     | Jamaica        | 0               | 1                | 2                 | 3     |
| 5     | Guatemala      | 0               | 1                | 0                 | 1     |
| 6     | Porto Rico     | 0               | 0                | 1                 | 1     |
| Total | Total          | 8               | 8                | 8                 | 24    |

## Participação
Participaram da competição 124 atletas de 16 nacionalidade.
| - Bahamas (4) - Bermudas (1) - Canadá (24) - República Dominicana (4) - Guadalupe (2) - Guatemala (6) | - Jamaica (20) - Martinica (3) - México (5) - Nicarágua (1) - Porto Rico (24) | - Santa Lúcia (2) - São Vicente e Granadinas (1) - Trinidad e Tobago (10) - Estados Unidos (16) - Ilhas Virgens Americanas (1) |